# Sonny Meets Hawk!
| Recensione | Giudizio |
| ---------- | -------- |
| AllMusic   |          |

Sonny Meets Hawk! è un album in studio collaborativo dei sassofonisti jazz statunitensi Sonny Rollins e Coleman Hawkins, pubblicato nel 1963 .

## Tracce
LP (1963, RCA Victor Records, LPM-2712/LSP-2712)
Lato A
1. Yesterdays – 5:12 (testo: Otto Harbach – musica: Jerome Kern) – Registrato il 15 luglio 1963 a New York
2. All the Things You Are – 9:34 (testo: Oscar Hammerstein II – musica: Jerome Kern) – Registrato il 15 luglio 1963 a New York
3. Summertime – 5:56 (testo: Ira Gershwin, DuBose Heyward – musica: George Gershwin) – Registrato il 18 luglio 1963 a New York

Lato B
1. Just Friends – 4:37 (testo: Sam M. Lewis – musica: John Klenner) – Registrato il 18 luglio 1963 a New York
2. Lover Man (Oh Where Can You Be?) – 8:52 (testo: Maxwell Anderson – musica: Kurt Weill) – Registrato il 15 luglio 1963 a New York
3. At McKies' – 7:01 (musica: Sonny Rollins) – Registrato il 18 luglio 1963 a New York

## Formazione
- Sonny Rollins – sassofono tenore
- Coleman Hawkins – sassofono tenore
- Paul Bley – pianoforte
- Bob Cranshaw – contrabbasso (brani: Yesterdays, All the Things You Are e Lover Man)
- Henry Grimes – contrabbasso (brani: Summertime, Just Friends e At McKies')
- Roy McCurdy – batteria

### Produzione
- George Avakian – produzione, note retrocopertina album originale
- Registrazioni effettuate al RCA Victor's Studio B di New York City, New York
- Mickey Croford e Paul Goodman – ingegneri delle registrazioni
- Paul Freeman – illustrazione copertina  frontale album originale [4]